# Kostytschi
Kostytschi (ukrainisch Костичі; russisch Костычи) ist ein Dorf in der ukrainischen Oblast Mykolajiw mit etwa 900 Einwohnern (2001).
Das Mitte des 16. Jahrhunderts gegründete Dorf (eine weitere Quelle nennt das Jahr 1794) liegt auf einer Höhe von 30 m am rechten Ufer des Inhul, 32 km südwestlich vom Rajonzentrum Baschtanka und 43 km nordöstlich vom Oblastzentrum Mykolajiw. Westlich vom Dorf verläuft die  Fernstraße N 14.
Am 12. Juni 2020 wurde das Dorf ein Teil der neugegründeten Landgemeinde Inhulka, bis dahin bildete es zusammen mit den Dörfern Dobrokamjanka (Доброкам'янка) und Lobrijiwka (Лобріївка) die gleichnamige Landratsgemeinde Kostytschi (Костичівська сільська рада/Kostytschiwska silska rada) im Südwesten des Rajons Baschtanka.